# Condado de Edwards (Kansas)
O Condado de Edwards é um dos 105 condados do estado americano de Kansas. A sede do condado é Kinsley, e sua maior cidade é Kinsley. O condado possui uma área de 1 611 km² (dos quais 0 km² estão cobertos por água), uma população de 3 449 habitantes, e uma densidade populacional de 2 hab/km² (segundo o censo nacional de 2000). O condado foi fundado em 18 de março de 1874.